# Kinh tế Ấn Độ
Kinh tế Ấn Độ là một nền kinh tế thị trường công nghiệp mới đang phát triển, lớn thứ ba thế giới nếu tính theo sức mua tương đương (PPP), thứ 7 trên thế giới nếu tính theo tỷ giá hối đoái với USD (Tổng sản phẩm quốc nội (GDP) đạt 1 nghìn tỷ USD năm 2007). Ấn Độ là nền kinh tế lớn tăng trưởng nhanh thứ hai thế giới, với tốc độ tăng trưởng GDP tới 9,4% trong năm tài chính 2006–2007. Tuy nhiên, dân số khổng lồ đã làm cho GDP bình quân đầu người chỉ đạt mức 4.031 USD tính theo sức mua tương đương, hay 885 USD tính theo GDP danh nghĩa (ước năm 2007). Ngân hàng Thế giới hiện xếp Ấn Độ vào nhóm các nền kinh tế có thu nhập thấp.
Nền kinh tế Ấn Độ đa dạng và bao gồm các ngành và lĩnh vực: nông nghiệp, thủ công nghiệp, dệt, chế tạo và nhiều ngành dịch vụ. Dù 2/3 lực lượng lao động Ấn Độ vẫn trực tiếp hay gián tiếp sống bằng nghề nông nhưng dịch vụ là một lĩnh vực đang tăng trưởng và đang đóng vai trò ngày càng quan trọng trong nền kinh tế Ấn Độ. Sự tiến tới một thời đại kỹ thuật số và một số lượng lớn dân số trẻ và có học, thông thạo tiếng Anh đang dần chuyển Ấn Độ thành một điểm đến quan trọng của các dịch vụ điều hành kinh doanh (back office) của các công ty toàn cầu khi họ tiến hành outsourcing (đưa một phần hoặc toàn bộ công việc sang cho các nước khác thực hiện) các dịch vụ khách hàng và hỗ trợ kỹ thuật của họ. Ấn Độ là một nước xuất khẩu chính nhân công tay nghề cao trong lĩnh vực phần mềm và các dịch vụ tài chính và công nghệ phần mềm. Các lĩnh vực khác như chế tạo, dược phẩm, công nghệ sinh học, công nghệ nano, viễn thông, đóng tàu và hàng không đang thể hiện tiềm năng mạnh và đang đạt mức tăng trưởng ngày càng cao hơn.
Ấn Độ đã từng áp dụng một phương pháp kinh tế xã hội chủ nghĩa trong gần suốt lịch sử độc lập của mình. Chính phủ đã kiểm soát chặt chẽ sự tham gia của khu vực tư nhân, ngoại thương và đầu tư trực tiếp nước ngoài. Tuy nhiên, kể từ đầu thập niên 1990, Ấn Độ đã dần mở cửa thị trường của mình thông qua các cuộc cải cách kinh tế theo hướng giảm kiểm soát của chính phủ đối với thương mại và đầu tư. Việc tư nhân hóa các ngành thuộc sở hữu công và việc mở cửa một số ngành nhất định cho nước ngoài và tư nhân tham gia diễn ra chậm chạp và gắn liền với những tranh cãi chính trị.
Ấn Độ đối mặt với một dân số tăng nhanh và đòi hỏi giảm bất bình đẳng kinh tế xã hội. Nghèo vẫn là một vấn đề nghiêm trọng dù nghèo đã giảm đáng kể kể từ khi quốc gia này giành được độc lập, chủ yếu là nhờ cuộc cách mạng xanh và các công cuộc cải tổ kinh tế.

## Lịch sử
Lịch sử kinh tế Ấn Độ có thể đại khái chia ra thành 3 kỷ nguyên, bắt đầu bằng thời kỳ tiền thuộc địa kéo dài đến thế kỷ 17. Thời kỳ thuộc địa của Anh quốc bắt đầu từ thế kỷ 17, kết thúc bằng mốc Ấn Độ giành được độc lập từ Anh quốc năm 1947. Thời kỳ thứ 3 kéo dài từ năm 1947 cho đến nay.

### Thời kỳ tiền thuộc địa
Các công dân của nền văn minh lưu vực sông Ấn Độ, một khu vực định cư đô thị vượt trội và lâu dài đã phát triển thịnh vượng giữa năm 2800 trước Công nguyên và năm 1800 Công nguyên, sống bằng nghề canh nông, thuần hóa động vật, sử dụng cân và đơn vị đo lường thống nhất, chế tạo công cụ và vũ khí và trao đổi mậu dịch với các thành phố khác. Bằng chứng của các dãy phố quy hoạch hoàn chỉnh, hệ thống cấp thoát nước đã cho thấy kiến thức của họ trong việc quy hoạch đô thị, bao gồm các hệ thống vệ sinh đô thị đầu tiên của thế giới và sự hiện diện của một hình thức chính quyền đô thị.

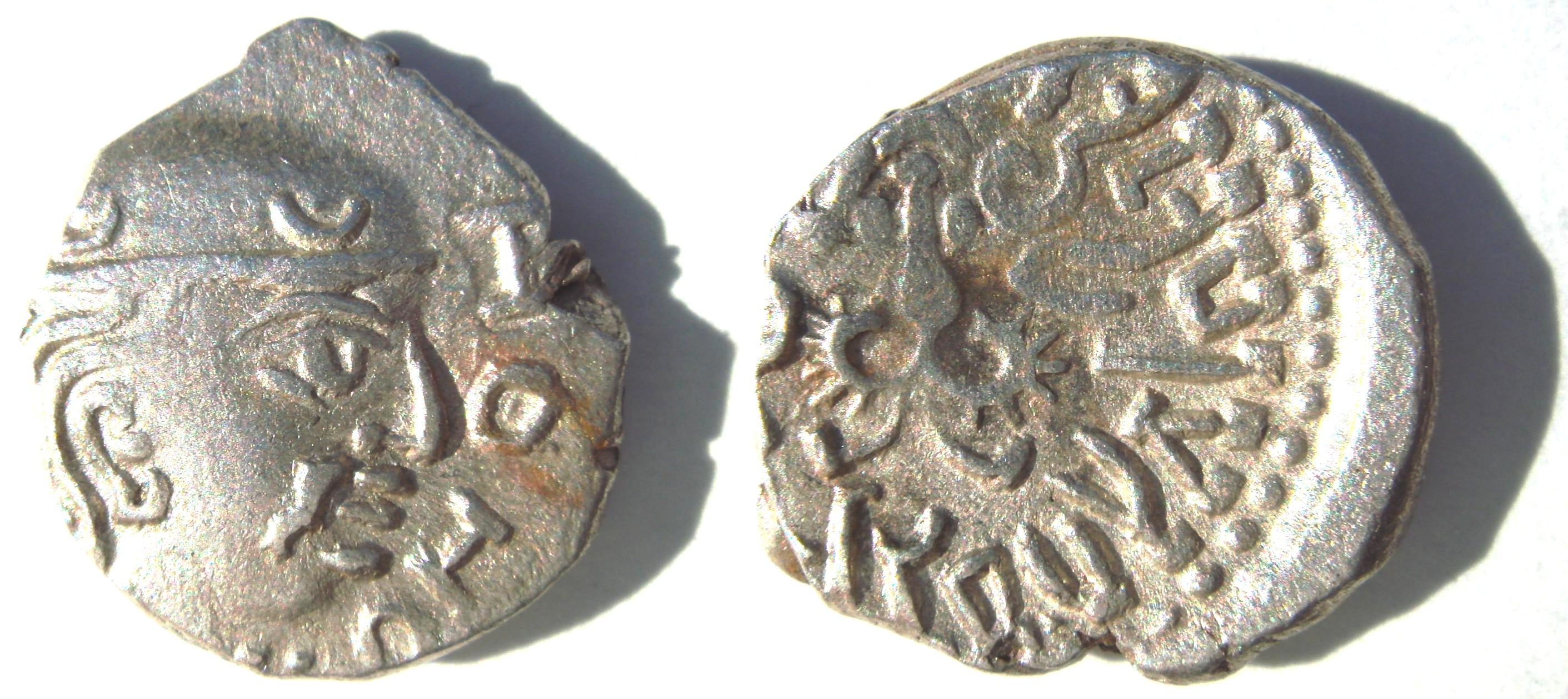
Đồng tiền xu bằng bạc trong thời kỳ trị vì của vua Gupta Kumara Gupta I (414–55 AD)

Cuộc điều tra dân số năm 1872 cho thấy 99,3% dân số tạo thành nước Ấn Độ ngày nay đã sống trong các ngôi làng, những người có kinh tế phần lớn là cô lập và tự cung tự cấp với nghề nông là chủ yếu. Điều này đã làm thỏa mãn yêu cầu lương thực thực phẩm và cung cấp vật liệu thô cho các ngành lao động tay chân như dệt, chế biến thực phẩm và ngành thủ công. Dù nhiều vương quốc và các triều vua phát hành tiền xu, nhưng việc trao đổi ngang giá vẫn thịnh hành. Các làng trả sưu thuế cho các cấp quan quyền bằng sản phẩm nông nghiệp còn những người thợ thủ công nhận được lương thực cho ngày công của mình vào mùa thu hoạch.
Sự sắp đặt lại, đặc biệt là Hindu giáo, các chế độ đẳng cấp và gia đình tứ đại đồng đường đã đóng một vai trò ảnh hưởng trong việc định hình các hoạt động kinh tế. Chế độ đẳng cấp thực hiện chức năng rất giống với phường hội châu Âu, đảm bảo sự phân chia lao động, cung cấp việc đào tạo huấn luyện những người học việc, cho phép những người người sản xuất đạt được một sự chuyên môn hóa hẹp. Ví dụ như trong một số khu vực nhất định, việc sản xuất một loại vải trong nhiều thứ vải khác nhau là đặc sản của một đẳng cấp phụ nhất định.

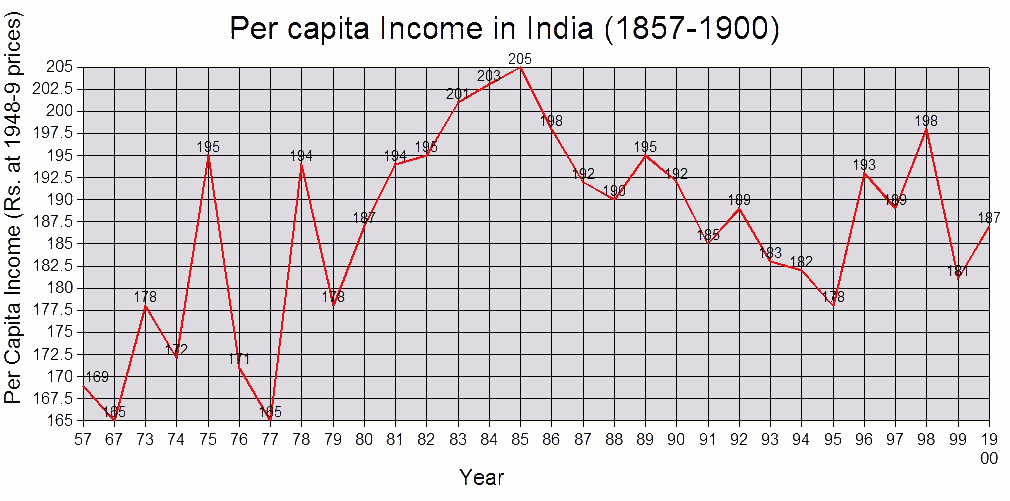
ước tính thu nhập đầu người của Ấn Độ (1857–1900) theo giá năm 1948–49.

Sự du nhập của người nước ngoài và sự suy yếu trong lễ nghi truyền thông làm tầng lớp Hindu mất đi đặc quyền xã hội, do đó, ngoại thương Ấn Độ phần lớn nằm trong tay người nước ngoài và người Hồi giáo. Các mặt hàng dệt như vải muxơlin, vải in hoa, khăn choàng, và các sản phẩm nông nghiệp như tiêu, quế, thuốc phiện và cây chàm đã được xuất khẩu sang châu Âu và Trung Đông và Đông Nam Phi để đổi lấy vàng và bạc.
Việc đánh giá nền kinh tế thời kỳ tiền thuộc địa của Ấn Độ chủ yếu là định tính do thiếu thông tin mang tính định lượng. Một ước tính cho thấy thu nhập của Đế quốc Môgôn của Akbar Đại đế năm 1600 với mức 17,5 triệu £, tương phản với tổng thu nhập của Anh năm 1800, với tổng số 16 triệu £. Trước khi người Anh đến xâm lược, Ấn Độ là một nền kinh tế phần lớn là nông nghiệp truyền thống với một bộ phận chủ yếu sống phụ thuộc vào công nghệ nguyên thủy. Ngành nông nghiệp đã tồnt ại cùng với một hệ thống thương mại, chế tạo và tín dụng phát triển một cách cạnh. Sau khi Môgôn sụp đổ và sự nổi lên của Đế quốc Maratha, nền kinh tế Ấn Độ đã rơi vào thời kỳ bất ổn chính trị do các cuộc chiến tranh can thiệp và các cuộc xung đột.

### Thời kỳ thuộc địa
Sự cai trị thực dân đã mang đến một thay đổi lớn trong môi trường thuế má từ thuế thu nhập sang thuế tài sản đã dẫn đến một sự bần cùng hóa hàng loạt và cảnh cơ cực của đại đa số nông dân. Nó cũng tạo ra một hoàn cảnh chế độ mà trên giấy tờ là đảm bảo quyền sở hữu giữa những người thực dân, khuyến khích tự do thương mại và tạo ra một đơn vị tiền tệ thống nhất với tỷ giá hối đoái cố định, hệ thống cân đong đo đếm tiêu chuẩn hóa, các thị trường vốn, cũng như hệ thống đường sắt và điện báo phát triển, một dịch vụ dân sự với mục tiêu độc lập khỏi sự can thiệp chính trị và một hệ thống thông luật, hệ thống pháp lý adversarial. Sự thực dân hóa của Anh đối với Ấn Độ trùng hợp với các thay đổi lớn trong nền kinh tế thế giới – công cuộc công nghiệp hóa và một sự tăng trưởng đáng kể trong sản xuất và thương mại. Tuy nhiên, cuối thời kỳ cai trị thực dân, Ấn Độ đã thừa hưởng một nền kinh tế thuộc loại một trong những nước nghèo nhất thế giới đang phát triển, với sự phát triển công nghiệp trì trệ, ngành nông nghiệp không thể nuôi dân số đang tăng trưởng, có tuổi thọ và tỷ lệ biết chữ thuộc loại thấp nhất thế giới.
Một ước tính của nhà lịch sử Angus Maddison thuộc Đại học Cambridge cho thấy rằng tỷ lệ thu nhập của Ấn Độ trong tổng thu nhập của thế giới giảm từ mức 22,6% năm 1700 xuống còn 3,8% năm 1952. Trong khi các nhà lãnh đạo Ấn Độ trong quá trình đấu tranh giành độc lập và những nhà nhà lịch sử kinh tế dân tộc chủ nghĩa cánh tả đã đổ lỗi chế độ thực dân cho tình trạng ảm đạm của nền kinh tế Ấn Độ do hậu quả của chế độ thực dân, một quan điểm kinh tế vĩ mô khái quát hơn về Ấn Độ trong thời kỳ này cho thấy có các lĩnh vực tăng trưởng và giảm sút, dẫn đến sự thay đổi mang lại bởi chế độ thực dân và bởi một thế giới đang đi về hướng công nghiệp hóa và hội nhập kinh tế.

### Thời kỳ sau khi độc lập

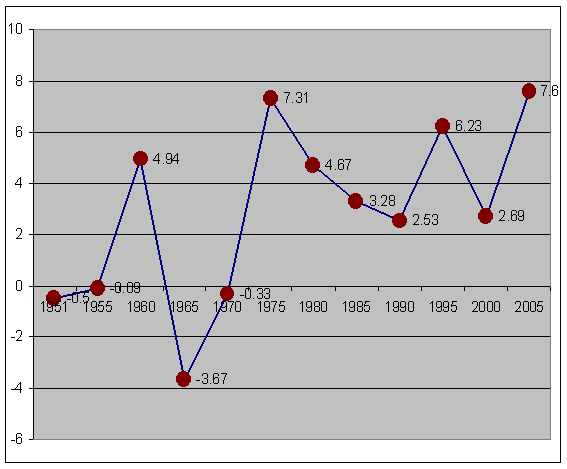
Tốc độ tăng trưởng GDP bình quân đầu người theo giá cố định của Ấn Độ (1950–2006). Nguồn số liệu: Penn World tables.

Chính sách kinh tế của Ấn Độ từ khi độc lập chịu ảnh hưởng của kinh nghiệm thời kỳ thực dân (bị các nhà lãnh đạo Ấn Độ coi là có tính bóc lột) và chịu ảnh hưởng của phương hướng các nhà lãnh đạo theo chủ nghĩa xã hội Fabia. Chính sách có thiên hướng theo chủ nghĩa bảo hộ, nhấn mạnh thay thế nhập khẩu, công nghiệp hóa, sự can thiệp của nhà nước vào các thị trường lao động và tài chính, khu vực công lớn, cơ chế điều tiết hoạt động kinh doanh và kế hoạch hóa tập trung. Jawaharlal Nehru, thủ tướng đầu tiên của Ấn Độ, cùng với nhà thống kê Prasanta Chandra Mahalanobis, và tiếp theo là Indira Gandhi đã thiết kế và giám sát chính sách kinh tế. Họ hy vọng thu được kết quả thuận lợi từ chiến lược này vì nó kết hợp cả khu vực tư nhân lẫn công cộng và vì chiến lược này dựa trên sự can thiệp trực tiếp và gián tiếp của nhà nước hơn là hệ thống chỉ huy tập trung cực đoan kiểu Liên Xô. Chính sách đồng thời tập trung vào cả ngành công nghiệp nặng thâm dụng vốn và công nghệ và trợ cấp cho ngành dệt bông thâm dụng lao động kỹ năng thấp và thủ công đã bị nhà kinh tế Milton Friedman chỉ trích. Ông này cho rằng điều đó gây lãng phí vốn và lao động và làm chậm trễ sự phát triển của các nhà chế tạo nhỏ.

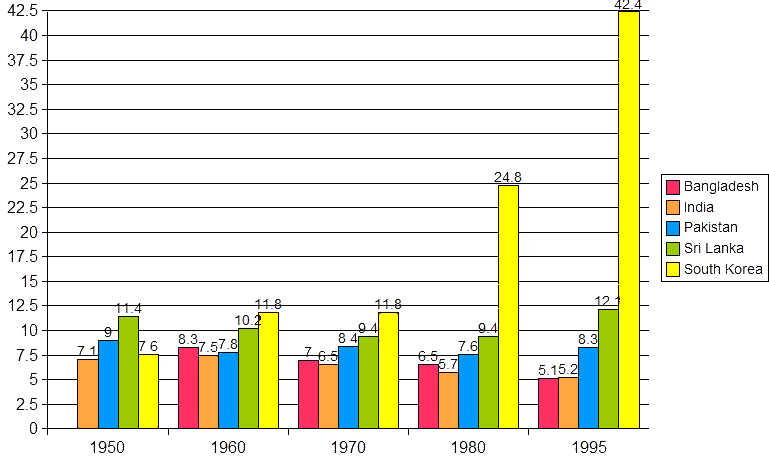
GDP (PPP) bình quân đầu người của các nền kinh tế Nam Á và Hàn Quốc, tính bằng tỷ lệ so với GDP bình quân đầu người của Hoa Kỳ

Do tốc độ tăng trưởng bình quân từ năm 1947–80 thấp so với tốc độ tăng trưởng của các nước Nam Á khác, đặc biệt là "Các con hổ Đông Á", nên người ta đã dùng cụm từ "tỷ lệ tăng trưởng Hindu" để bêu giếu Ấn Độ. Sau năm 1980, có hai pha cải cách kinh tế tạo ra sự tăng tốc tăng trưởng kinh tế cho Ấn Độ. Các biện pháp ủng hộ kinh doanh năm 1980, do Rajiv Gandhi khởi xướng, đã xóa bỏ các hạn chế mở rộng công suất cho incumbents, xóa bỏ kiểm soát giá và giảm các loại thuế doanh nghiệp. Chính sách tự do hóa kinh tế năm 1991, được thủ tướng Ấn Độ lúc đó là P. V. Narasimha Rao và bộ trưởng tài chính của ông là Manmohan Singh khởi xướng phản ứng lại cuộc khủng hoảng cán cân thanh toán, đã thủ tiêu Chế độ giấy phép Raj (cấp giấy phép nhập khẩu, công nghiệp và đầu tư) và đã chấm dứt nhiều sự độc quyền của khu vực công, cho phép phê duyệt tự động đầu tư trực tiếp nước ngoài trong nhiều lĩnh vực. Kể từ đó, phương hướng tự do hóa chung vẫn được giữ, bất kể chính đảng nào cầm quyền, mặc dù không có đảng nào là không cố tiến hành các cuộc vận động hành lang đầy quyền lực như các nghiệp đoàn và nông dân, hay các vấn đề có khả năng tranh cãi như đổi mới các luật lao động và giảm trợ cấp nông nghiệp.
Kể từ năm 1990, Ấn Độ đã nổi lên như là một trong những nền kinh tế thịnh vượng nhất trong thế giới đang phát triển; trong thời kỳ này, nền kinh tế đã tăng trưởng ổn định, chỉ có một vài đợt giảm sút lớn. Sự tăng trưởng này đã đi cùng với sự gia tăng tuổi thọ, tỷ lệ biết chữ và an ninh lương thực. Tăng trưởng chậm và tệ tham nhũng hoành hành cuối nhiệm kỳ Manmohan Singh đã đưa Narendra Modi của đảng theo đường lối dân tộc lên nắm quyền năm 2014 và tốc độ tăng trưởng đạt 7,4% năm tài chính 2014.
Xếp hạng tin tưởng của Ấn Độ bởi S&P and Moody đã bị các thử nghiệm hạt nhân năm 1998 làm sụt giảm, nhưng đã tăng lên mức đáng đầu tư từ năm 2007.

## Dự báo của Goldman Sachs
Năm 1999, Goldman Sachs đã dự báo rằng GDP của Ấn Độ theo giá thực tế sẽ vượt qua Pháp và Italia vào năm 2020, vượt Đức, Anh quốc vào năm 2025, và vượt qua Nhật Bản vào năm 2035. Đến năm 2035, Ấn Độ được cho rằng sẽ là nền kinh tế lớn thứ 3 thế giới, sau Hoa Kỳ và Trung Quốc Lưu trữ ngày 2 tháng 12 năm 2007 tại Wayback Machine. Goldman Sachs đã đưa ra những dự báo này căn cứ trên tốc độ tăng trưởng dự tính của Ấn Độ là từ 5,3%-6,1% trong những thời kỳ khác nhau, còn hiện nay Ấn Độ đang đạt mức tăng trưởng hơn 9% mỗi năm. Tuy nhiên báo cáo này cũng lưu ý rằng đã có sự chênh lêch lớn giữa dự báo và thực tế đối với tốc độ tăng trưởng thời kỳ 1960–2000; Dự báo là 7,5% song thực tế lại chỉ là 4,5%.
Một báo cáo khác gần đây của Goldman Sachs, được BBC News trích dẫn, cho rằng: "Ấn Độ có thể vượt Anh quốc và trở thành nền kinh tế lớn thứ 5 thế giới trong một thập kỷ nữa do tăng trưởng của quốc gia này tăng tốc". Jim O'Neal, Nhóm trưởng của Nhóm Kinh tế học Toàn cầu tại Goldman Sachs, đã phát biển trên BBC rằng, "Sau 30 năm, lực lượng lao động của Ấn Độ sẽ lớn bằng của cả Hoa Kỳ và Trung Quốc cộng lại".

## Các dự báo tương lai khi xem xét các chuyển dịch sức mua tương đương

Quy mô GDP của Hoa Kỳ, Trung Quốc và Ấn Độ trong vòng vài thập kỷ tới, có xem xét các yếu tố sức mua tương đương, các xu hướng tăng trưởng và cơ cấu dân số.

Tuy nhiên, báo cáo của Goldman Sachs đã bỏ qua hiệu ứng giảm sút nhanh những tỷ lệ sức mua tương đương của các nền kinh tế khi chúng đã đạt mức trưởng thành, dẫn đến các sức mua tương đương cuối cùng có xu hướng đạt 1,0 (so với con số 5,0 đối với Ấn Độ và Trung Quốc trong năm 2007 (có nghĩa rằng giá trị 1 dollar Mỹ ở Ấn Độ và Trung Quốc sau khi chuyển đổi sang đơn vị tiền tệ địa phương theo tỷ giá hối đoái hiện tại lớn hơn 5 lần giá trị đó ở Hoa Kỳ do các đồng tiền này rẻ hơn). Sự sụt giảm này xảy ra do: (1) lạm phát và (2) sự tăng giá đồng tiền địa phương. Hai nhân tố này có thể đồng thời xảy ra, dẫn đến tốc độ tăng trưởng GDP theo mức tỷ giá là phi thường, đạt 20% hoặc hơn mỗi năm. Điều này đẫn đến việc tăng gấp đôi GDP theo giá USD cố định mỗi 3,5 năm hay đại loại (một ví dụ của hiện tượng này đã từng xảy ra đối với nền kinh tế Ấn Độ trong năm 2006-2007 như được mô tả dưới đây).
Điều này đã từng xảy ra trong lịch sử ở các nền kinh tế Nhật Bản, Hàn Quốc, Đài Loan và các nền kinh tế mới phát triển khác được công nghiệp hóa nhanh và đuổi kịp phương Tây chỉ trong vài thập kỷ. Không có lý do gì xu hướng này lại không xảy ra với các nền kinh tế Trung Quốc và Ấn Độ (một trong những hiện tượng này có thể nhìn thấy qua những áp lực gần đây làm tăng giá đồng tiền của Ấn Độ và Trung Quốc). Ví dụ, tốc độ tăng trưởng GDP của Ấn Độ năm 2006 là 9,4%, đồng tiền tăng giá ~10%, và lạm phát khoảng 5%, dẫn đến tăng trưởng GDP đo theo "dollar tỷ giá", (=(1+(0,1+0,05))*1,094) khoảng 26%. Thậm chí cả sau khi điều chỉnh cho mức 3% mất giá của giá trị USD thực (do lạm phát ở Mỹ), các con số này theo tỷ giá USD cố định vẫn đạt mức tăng trưởng GDP 22% mỗi năm. Điều này giải thích tại sao GDP của Ấn Độ tăng từ mức 800 tỷ USD năm 2006 lên hơn 1000 tỷ USD năm 2007.
Do vậy, các con số tăng trưởng do Goldman Sachs tính toán hoặc do các tổ chức khác tính toán sử dụng tăng trưởng GDP thực tế của mỗi nước trong dự báo của mình (tương ứng với tăng trưởng trên cơ sở PPP) đã bỏ qua ảnh hưởng của sự suy giảm tỷ số PPP. Họ đã sử dụng GDP theo tỷ giá hối đoái hiện hành làm cơ sở cho các dự báo của mình về quy mô kinh tế. Bất kỳ phép ngoại suy tăng trưởng GDP nào dựa trên tăng trưởng "địa phương" trong quá khứ mà không xem xét sự suy giảm tỷ số PPP khi kinh tế phát triển đều đã đánh giá không hết tăng trưởng GDP theo tỷ giá xảy ra thực sự. Và, sai sót này sẽ lũy tích khi có thêm những dự báo mới trong tương lai.
Do đó, việc dự báo hợp lý GDP bình quân đầu người trong tương lai nên căn cứ một cách đơn giản trên hai số lượng thích hợp: kích cỡ nền kinh tế hiện tại được đo bằng PPP, và tốc độ tăng trưởng thực. Căn cứ vào sự tăng trưởng PPP, người ta tính rằng GDP của Cộng hòa Nhân dân Trung Hoa sẽ vượt qua Hoa Kỳ để trở thành nền kinh tế lớn nhất vào thời kỳ 2009-2010, nghĩa là chỉ cách hiện nay (2007) có 3 năm. Tương tự, GDP của Ấn Độ đã vượt Nhật Bản để trở thành nền kinh tế lớn thứ 3 thế giới. Nếu dự báo tương lai nền kinh tế, người ta tính rằng nền kinh tế (GDP theo PPP) Ấn Độ sẽ có vượt qua nền kinh tế Mỹ vào khoảng năm 2024 (với mức tăng trưởng 10% mỗi năm cho Ấn Độ, 3% cho Mỹ). Nghiên cứu lịch sử kinh tế Trung Quốc, Đài Loan, Hàn Quốc sẽ cho phép thấy nền kinh tế Ấn Độ đã vừa vượt qua một nút thắt cổ chai tăng trưởng, và rằng tốc độ tăng trưởng thực của Ấn Độ có thể thậm chí cao hơn và sẽ giữ được trong nhiều thập kỷ, khiến cho sự qua mặt GDP này có thể xảy ra sớm hơn và kịch tích hơn"). Mặc dù Ấn Độ trở thành nền kinh tế có GDP lớn hơn GDP của kinh tế Hoa Kỳ, thì thu nhập bình quân đầu người của Ấn Độ vẫn chỉ bằng ~1/4 so với của Mỹ vào lúc đó. Vì lý do như trên, chắc chắn là trong vòng 16-17 năm kể từ năm 2007, Ấn Độ vẫn tiếp tục tăng trưởng với nhịp đô như hiện nay khi nó vượt Hoa Kỳ để trở thành nền kinh tế lớn thứ hai thế giới.